# Konzervatoř P. J. Vejvanovského Kroměříž
Konzervatoř P. J. Vejvanovského Kroměříž vznikla v roce 1949 a je tak – vedle pražské a brněnské – třetí nejstarší konzervatoří v České republice.

## Historie
Byla založena v roce 1949 jako Státní hudební škola. Po ročním působení ve Zlíně (Gottwaldově) byla přemístěna do Kroměříže, která na rozdíl od Zlína poskytla potřebné prostory pro výuku a ubytování žáků. Škola byla umístěna do prostor někdejší piaristické koleje. Se stavbou budovy bylo započato v roce 1688. V roce 1694 byla stavba dokončena, když bylo uvolněno místo, kde stával špitál pro chudé s kostelíkem sv. Jana. Stavebně byla budova spojena s chrámem sv. Jana, s jehož stavbou bylo započato v roce 1737. V nádvoří jsou staré sluneční hodiny.
Jedinečností školy bylo, že od samého začátku byla pozornost věnována nejen vyučování, ale také cílevědomému vytváření podmínek pro přípravu žáků (cvičení na hudební nástroj). Tak vznikly cvičebny – místnosti vyhrazené pro „domácí“ přípravu žáků. Rozdílem oproti tehdejším třem konzervatořím (Praha, Brno, Bratislava) bylo také to, že žáci povinně studovali druhý praktický obor (nástroj), což přispívalo k jejich lepšímu uplatnění v praxi. V roce 1952 byla škola přejmenována na Vyšší hudební školu.
Hlavním záměrem při založení školy byla výchova učitelů pro tehdy hojně vznikající hudební školy. Výsledky však předčily očekávání. Mnoho absolventů se úspěšně zařadilo do našich nejlepších orchestrů, našli bychom mezi nimi i významná jména našeho současného hudebního života. V důsledku schválení nového školského zákona v roce 1960, který stanovil jednotnou školskou soustavu, se škola stala pobočkou brněnské konzervatoře a v roce 1971 pak samostatnou konzervatoří. Po listopadu 1989 škola včlenila do svého názvu jméno významného hudebníka období baroka Pavla Josefa Vejvanovského, jehož působení je svázáno s Kroměříží.
V současné době (2014) poskytuje konzervatoř P. J. Vejvanovského střední a vyšší vzdělání v oborech Hudba a Zpěv. V oboru Hudba je to hra na housle, violu, violoncello, kontrabas, harfu, klavír, varhany, flétnu, zobcovou flétnu, hoboj, klarinet, saxofon, fagot, trubku, lesní roh, pozoun, tubu, kytaru, akordeon, cimbál a bicí nástroje. Vyučování v oboru Zpěv je zaměřeno na výuku klasického zpěvu. Kapacita školy je 200 žáků.
Koncerty školního symfonického orchestru, komorních souborů a žáků přispívají k rozvoji kulturního života v Kroměříži a jejím okolí.
Někdejší druhá kroměřížská konzervatoř, církevní Konzervatoř Evangelické akademie, přesídlila v roce 2008 do Olomouce.

## Známí absolventi
- Milada Březinová, violoncello
- Jaroslav Červenka, kontrabas
- Jan Češka, kontrabas
- Bohuslava Dlouhá, violoncello
- Josef Friedl, violoncello
- Miloslav Gajdoš, kontrabas
- Miroslav Hába, klarinet a viola
- Eva Hezinová, violoncello
- Ladislav Jelínek, kontrabas
- Karel Košárek, klavírista
- Robert Kozánek, trombon
- Boris Krajný, klavírista
- Lukáš Moťka, trombon
- Tomáš Netopil, dirigent
- Josef Popelka, varhany
- Miloslav Raisigl, kontrabas
- Ivana Reichová, hoboj
- Petr Ries, kontrabas
- Felix Slováček[5]
- Bedřich Tylšar, lesní roh
- Vladimír Válek, dirigent
- Eva Vašků, violoncello